# Edmond Hédouin

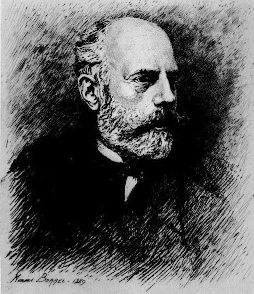
Edmond Hédouin, Porträt von Marius Borrel, 1889

Edmond Hédouin (* 16. Juli 1820 in Boulogne-sur-Mer; † 12. Januar 1889 in Paris) war ein französischer Maler, Radierer, Lithograf und Illustrator.

## Leben
Hédouin kam nach Paris und wurde dort Schüler von Célestin Nanteuil und Paul Delaroche. Bereits in seiner Ausbildung fand Hédouin seinen künstlerischen Schwerpunkt in der Genremalerei. Immer wieder thematisierte er das ländliche Leben in der Natur. Dabei gelten seine Szenen aus Spanien als am gelungensten.
Bekannt wurden auch seine vier Medaillons für das Théâtre français in den 1860er Jahren.

## Werke (Auswahl)

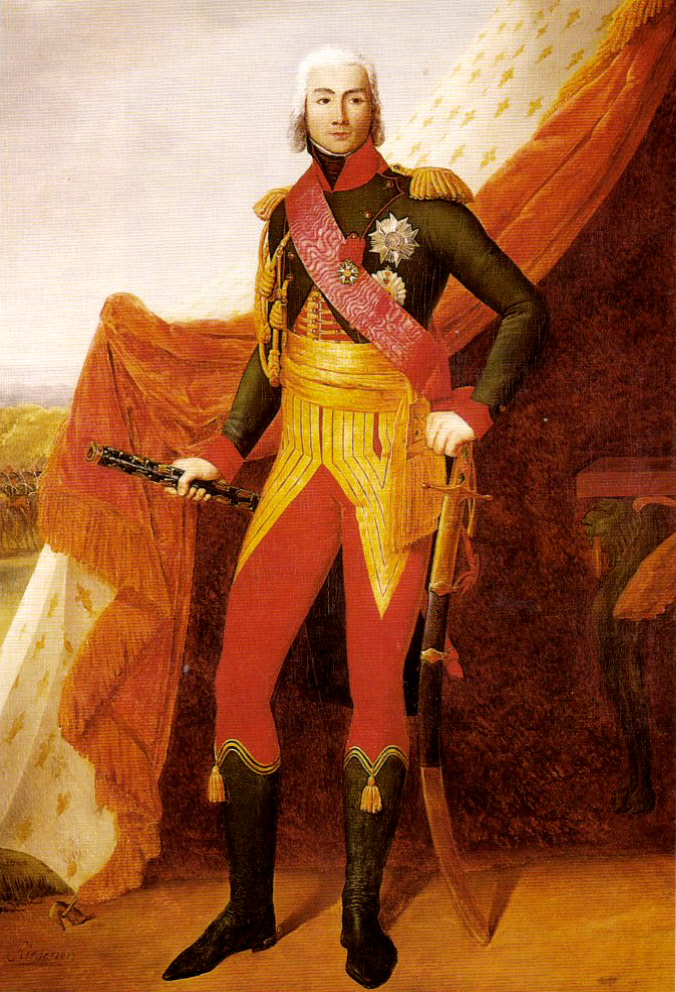
Jean-Baptiste Bessières, Duc d'Istrie, Maréchal de France (1768–1813), 1853

### Ölbilder
- Die Holzhacker in den Pyrenäen.
- Der Halt.
- Erinnerung an Spanien.
- Mühle in Constantine.
- Arabisches Kaffeehaus in Constantine.
- Die Frauen im Ossauthal (Nieder-Pyrenäen).
- Eine Soiree bei den Arabern.
- Die Ernte.
- Die Ährenleserin.
- Allee der Tuilerien im Frühling. 1865.

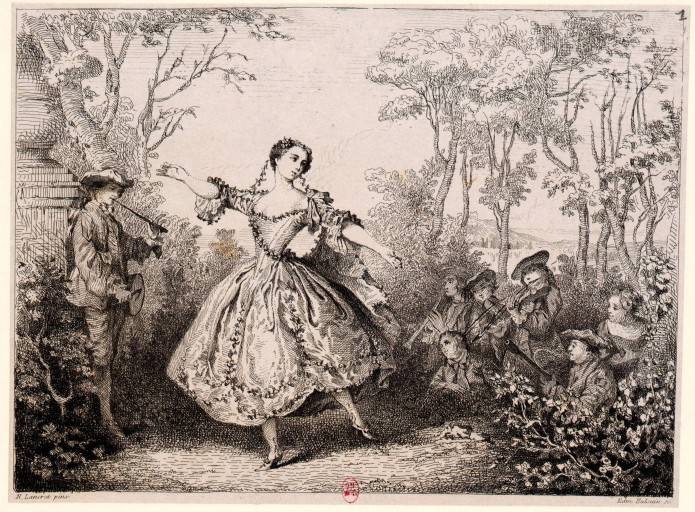
Marie-Anne Cupis de Camargo (1710–1770), etwa 1880 nach Nicolas Lancret

### Radierungen
- Evangelien. Zyklus von fünf Blättern (nach Alexandre Bidas „Zeichnungen zu den Evangelien“).
- Erziehung der heiligen Jungfrau.
- Pieta (nach Eugène Delacroix).
- Krönung der heiligen Jungfrau (nach Dominique Papéty).
- Mehrere Blätter nach Armand-Alexandre Leleux.
- Die Invaliden (nach Henry Roeburn).
- Diana im Bade (nach François Boucher).
- Die Orangen (nach Henriette Browne).
- Zyklus von sechs Blättern als Illustration von Laurence Sternes „Sentimental journey“.